# Мичри, Александр Ильич
Алекса́ндр Ильи́ч Мичри́ (21 марта 1934, Баку — 18 января 2021, Москва) — советский и российский художник, искусствовед. Заслуженный художник Российской Федерации (2004), академик Российской академии художеств (2011).

## Биография
Родился 21 марта 1934 года в Баку. По национальности караим. С 1937 года жил в Москве, в годы Великой Отечественной войны — в Дагестане, помогал ухаживать за ранеными в госпиталях. Учился в художественной студии Махачкалинского Дворца пионеров. С 15 лет работал на военном заводе. Окончил среднюю школу № 2 в Каспийске. После срочной службы вернулся в Каспийск, работал в Доме пионеров. В 1956 году впервые принял участие в художественной выставке — в Парке культуры имени А. М. Горького.
В 1961 году окончил Московское высшее художественно-промышленное училище по кафедре монументально-декоративной пластики. До 1966 года жил в Туркмении, сотрудничал с архитектором Абдуллой Ахмедовым, работал в Союзе художников, Художественном фонде Туркмении и «Туркменгоспроекте». Затем стал главным художником Красноводска. По возвращении в Дагестан работал в Дагестанском отделении Художественного фонда, главным художником Каспийска.
С 1970 года жил в Москве. Работал в Главном архитектурно-планировочном управлении Москвы. Как главный художник Перовского района Москвы участвовал в оформлении исторического центра столицы, комплекса зданий Высшей комсомольской школы. С 1974 по 1997 год — сотрудник Московского художественного комбината. В 1990 году основал Творческий центр «Овен» для осуществления крупных культурных и творческих проектов между Россией, странами СНГ и дальнего зарубежья, осуществления благотворительной деятельности.
На протяжении многих лет оказывал научно-методическую и творческую помощь образовательным организациям и учреждениям культуры Крыма. С 2015 года — профессор кафедры изобразительного искусства, методики преподавания и дизайна Института филологии, истории и искусств Гуманитарно-педагогической академии Крымского федерального университета имени В. И. Вернадского.
Умер 18 января 2021 года в Москве. Похоронен на Щербинском кладбище.

### Политическая позиция
Подписал Коллективное обращение к российской общественности деятелей культуры России в поддержку позиции Президента по Украине и Крыму.

## Общественная деятельность
- член Союза художников СССР, России (1961);
- вице-президент Творческого союза художников России (1996);
- академик Международной академии творчества (2007);
- академик Петровской академии наук и искусств (2009);
- академик (2011), учёный секретарь (2014), член Президиума (2014), советник президента Российской академии художеств[5].

## Творчество
Работал в жанрах портрета, натюрморта, пейзажа, тематической картины, росписи интерьеров и фасадов зданий.

### Монументальные росписи
- «Туркменские орнаменты», «Современность Республики», «Народные мотивы», «Национальные орнаменты» (Правительственное здание, г. Ашхабад, Туркменистан, 1961—1963)
- «Хлопкоробы», «Герои-нефтяники» (Дворец культуры, г. Мары, Туркменистан, 1965)
- «Строители каракумского канала» (общественное здание, г. Мары, Туркменистан, 1965)[5]

### Станковые живописные произведения
- «Портрет туркменской девочки» (Туркменский краеведческий музей, 1962)
- «Ковровщица. Майя Айвезова» (Государственный музей Туркменистана, г. Ашхабад, 1963)
- «Литейный цех, Новокузнецк» (Государственный Русский музей, г. Санкт-Петербург, 1983)
- «На Азове» (Государственный Русский музей, г. Санкт-Петербург, 1983)
- «Рабочий (коксовар)» (Государственный Русский музей, г. Санкт-Петербург, 1985)
- «Натюрморт с виноградом» (частное собрание, Республика Дагестан, 2009)
- «Плес. Старая улица» (Плесский государственный музей-заповедник, 2009)[12]

## Награды и звания

### Государственные и общественные награды
- Медаль «За трудовую доблесть. В ознаменование 100-летия со дня рождения В. И. Ленина» (1972)
- Медаль «Ветеран труда» (1984)
- Диплом I степени Союза художников СССР (1985)[6]
- Юбилейная медаль «Сорок лет Победы в Великой Отечественной войне 1941—1945 гг.» (1985)
- Юбилейная медаль «50 лет Победы в Великой Отечественной войне 1941—1945 гг.» (1995)
- Орден «Георгия Жукова» (1997)
- Медаль «В память 850-летия Москвы» (1997)
- Юбилейная медаль «55 лет Победы в Великой Отечественной войне 1941—1945 гг.» (2000)
- Нагрудный знак «60 лет битвы за Москву» (2001)
- Медаль «200 лет МВД России» (2002)
- Медаль «За доблестный труд в Великой Отечественной войне 1941—1945 гг.» (2003)
- Золотая медаль Творческого союза художников России (2004)
- Орден «Петра Великого» II степени (2004)
- Юбилейная медаль «60 лет Победы в Великой Отечественной войне 1941—1945 гг.» (2005)
- Орден «Михаила Ломоносова» (2006)
- Орден «Александра Невского» I степени (2006)
- Орден «Меценаты столетия» (2007)
- Медаль «Во имя жизни на Земле» (2007)
- Золотая медаль «Национальное достояние» (2007)
- Юбилейная медаль «65 лет Победы в Великой Отечественной войне 1941—1945 гг.» (2010)
- Медаль «1150 лет Российской государственности» (2011)
- Юбилейная медаль «70 лет Победы в Великой Отечественной войне 1941—1945 гг.» (2015)
- Орден Дружбы (2015)[13]
- Премия имени Н. Сац
- Премия имени М. Ломоносова (2004)
- Почётное звание «Заслуженный художник Российской Федерации» (2004)[14]
- Почётное звание «Почётный гражданин города Каспийска» (2012)

### Награды Российской академии художеств
- Серебряная и две золотые медали «За заслуги перед Академией» (2014, 2017)
- Орден «За служение искусству» (2014)
- Орден «Пётр Великий» (2014)
- Медаль «Достойному» (2017)
- Медаль имени Д. Д. Жилинского (2018)[15]